# Rastodens puerilis
Rastodens puerilis is een slakkensoort uit de familie van de Rastodentidae. De wetenschappelijke naam van de soort is voor het eerst geldig gepubliceerd in 1966 door Ponder.